# Belegeringswapen

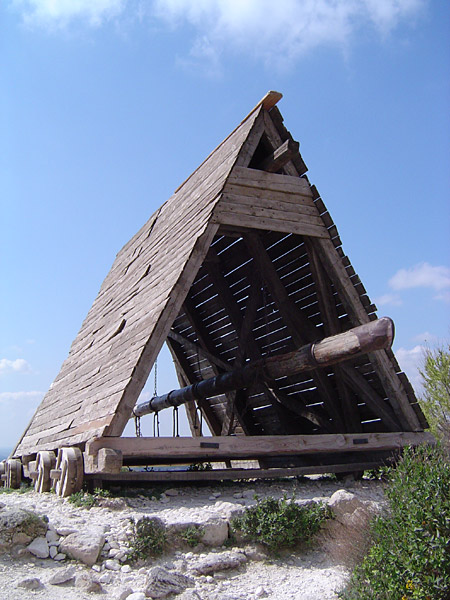
Replica stormram bij Château des Baux, Frankrijk.

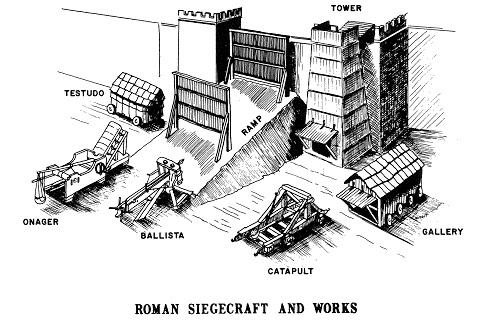
Romeinse belegeringswapens.

Een belegeringswapen of belegeringswerk is een wapen dat, zoals de naam al aangeeft, voornamelijk wordt gebruikt bij een belegering. Deze wapens zijn vaak gemaakt om te proberen stadsmuren of andere vestigingen open te breken, dan wel ernstig te verzwakken.
Belegeringswapens worden al eeuwen gebruikt in oorlogen. Een van de oudste belegeringswapens is de stormram, gevolgd door de katapult. In het Midden-Oosten is al vanaf Ishme-dagan I van Assyrië sprake van belegeringswapens.
Een van de eerste Mediterrane volkeren dat gebruikmaakte van belegeringswapens waren de Carthagen, die belegeringstorens en stormrammen gebruikten tegen de Griekse kolonie op Sicilië. Twee heersers die volop gebruikmaakten van belegeringswapens waren Philippus II van Macedonië en Alexander de Grote. De Romeinen maakten bij belegeringen onder andere gebruik van de Onager.
De ontwikkeling van belegeringswapens ging tot ver in de 20e eeuw door. Tijdens de Eerste Wereldoorlog werd bijvoorbeeld de Dikke Bertha ontwikkeld om door moderne verdedigingswerken te breken. Belegeringswapens worden vandaag de dag echter veelal gezien als overbodig door het gebruik van onder andere bombardementen met vliegtuigen. 